# Boiștea, Bacău
Boiștea este un sat în comuna Căiuți din județul Bacău, Moldova, România. La recensământul din 2002 avea o populație de 193 locuitori.